# Bilwad (B), Afzalpur
Bilwad (B) là một làng thuộc tehsil Afzalpur, huyện Gulbarga, bang Karnataka, Ấn Độ.